# Diplonaevia
Diplonaevia Sacc. – rodzaj workowców z klasy Leotiomycetes.

## Systematyka i nazewnictwo
Pozycja w klasyfikacji według Index Fungorum: Calloriaceae, Helotiales, Leotiomycetidae, Leotiomycetes, Pezizomycotina, Ascomycota, Fungi.
Takson utworzył w 1889 roku Pier Andrea Saccardo. Synonimy: Asteronaevia Petr., Hysteropezizella sect. Pyrenodiscus (Petr.) Nannf., Merostictis Clem., Pyrenodiscus Petr.
Gatunki występujące w Polsce:
- Diplonaevia bresadolae (Rehm) B. Hein 1983[3]
- Diplonaevia caricum (Auersw.) Sacc. 1889[4]
- Diplonaevia emergens (P. Karst.) B. Hein 1983[4]
- Diplonaevia luzulina (P. Karst.) B. Hein 1983[4]
- Diplonaevia mollisioides (Sacc. & H. Briard) B. Hein 1983
- Diplonaevia seriata (Lib.) B. Hein 1983[4]

Nazwy naukowe na podstawie Index Fungorum. Wykaz gatunków według M.A. Chmiel (także podane pod nazwami synonimicznymi) i T. Ślusarczyka..